# Ганкевич Олекса
Олекса Ганкевич (псевдо;«Грім»; 13 лютого 1906, м. Снятин — 15 жовтня 1969, м. Чикаго, США) — український громадський діяч, музейник, меценат, повітовий провідник ОУН. Батько Ярослава Ганкевича.

## Життєпис
Олекса Ганкевич народився в родині отця Ізидора Ганкевича (1877—1950) і Марії із Соневицьких (1882—1942) у Снятині, де його батько був катехитом. Коли Олексі було 3 роки, восени 1909 батько отримує парафію у с. Дзвиняч Заліщицького повіту, куди переїжджає з сім"єю.
В 1916 розпочав навчання в Городенківській гімназії. У 1925 році — студент філософського факультету Львівського університету.
Член УВО, а згодом ОУН.
4 листопада 1928 року польська поліція арештувала Олексу Ганкевича в Академічному Домі у Львові і після допиту у поліцейському відділку, перевела у Бригідки. 4 листопада 1930 року вдруге арештований у Львові. Прямих доказів не було, але на підставі фальшивих свідчень трьох поліційних агентів, його заарештовують і перевозять в тюрму до Чорткова.
16 березня 1931 року стали перед судом у Чорткові за приналежність до УВО постали Юліян Думний, Олекса Ганкевич, Любомир Прокопович, Мирослав Чорненький, Микола Кузняк, Йосип Осадчук, Володимир Пиріг, Петро Опиханий, Володимир Гладкий, Ізидор Нагайовський. Всім їм присудили — 12 літ тюрми.
Від 1944 в еміграції в Німеччині, де управляв українською народною школою.
Від 1949 в США.
Діяльний у Пласті, громадських організаціях, один із засновників Українського народного музею в Чикаго.